# Vezzani
Vezzani är en kommun i departementet Haute-Corse på ön Korsika i Frankrike. Kommunen ligger i kantonen Vezzani som tillhör arrondissementet Corte. År 2022 hade Vezzani 269 invånare.

## Befolkningsutveckling
Antalet invånare i kommunen Vezzani
Referens:INSEE